# Samsung Galaxy Mini 2
Samsung Galaxy Mini 2 — смартфон производства Samsung, работающий под управлением операционной системы Android 2.3 «Gingerbread» с открытым исходным кодом. Он был анонсирован и выпущен Samsung в феврале 2012 года. Он доступен в трех цветах: чёрном, жёлтом и оранжевом.

## Аппаратное обеспечение
Galaxy Mini 2 оснащен SoC Qualcomm Snapdragon S1 на чипе MSM7227A. Он содержит процессор ARM Cortex-A5 на базе ARMv7 с тактовой частотой до 800 МГц и улучшенное ядро графического процессора Adreno 200. Дисплей представляет собой 3,27-дюймовый ЖК-экран HVGA TFT с более высокой плотностью пикселей (320 × 480), чем на модели предыдущего поколения. Наличие NFC (коммуникации ближнего поля) зависит от модели.
Телефон оснащен простой 3-мегапиксельной задней камерой, защищенной закаленным стеклом, устойчивым к царапинам, но без автофокуса и вспышки. В официальной документации по продуктам не указан точный размер сенсора камеры, превышающий «3 МП», хотя общее количество пикселей действительно составляет примерно 3,15 МПикс. Камера поддерживает геотеги и запись видео; видео записывается в формате H.264 с разрешением VGA (640×480 пикселей при 30 кадрах в секунду).
Дополнительные функции устройства включают A-GPS для навигации, Bluetooth, передачу данных USB и зарядку через microUSB, а также FM-радио с поддержкой RDS. Приложение FM-радио имеет слоты для двенадцати предустановленных каналов.

## Путь обновления программного обеспечения
24 сентября 2012 года Samsung объявила, что в будущем Galaxy Mini 2 будет обновлена до Android 4.1 «Jelly Bean», но позже отказалась от разработки Jelly Bean для Mini 2. Неофициальный порт CyanogenMod 10.1 (ветка Jelly Bean, v4.2.2) для Galaxy Mini 2 был признан стабильным на дату выпуска 27 декабря 2013 года.

## Варианты модели
Есть несколько разных подмоделей Galaxy Mini 2:
| Модель | Страна, где выпускался смартфон | NFC        |
| ------ | ------------------------------- | ---------- |
| S6500  | Оригинальная модель             | Да         |
| S6500D | Европа и Азия                   | Нет        |
| S6500T | Австралия                       | Неизвестно |
| S6500L | Латинская Америка               | Нет        |
| S6500X | Индия                           | Да         |

## Последующие модели
Чуть больше года спустя Samsung в апреле 2013 года выпустила Samsung Galaxy Fame S6810, а в октябре 2013 года выпустила Samsung Galaxy Fame Lite S6790. Большинство улучшений по сравнению с Galaxy Mini 2 являются дополнительными. Дизайн SoC теперь основан на Broadcom BCM21654G. Обе модели телефонов оснащены процессорами с чуть более высокой тактовой частотой (1 ГГц/850 МГц), Bluetooth 4.0, Android 4.1.2 Jelly Bean, а возможность подключения к 3G получает HSUPA.
Отличия Galaxy Fame включают в себя 5-мегапиксельную камеру с автофокусом, фронтальную камеру, поддержку карт microSD до 64 Гб, а также NFC или варианты с двумя SIM-картами в зависимости от модели. Эта модель по-прежнему поддерживает карты Mini-SIM.
Galaxy Fame Lite отличается от Galaxy Mini 2 поддержкой Micro-SIM. Включение NFC или FM-радио может различаться в зависимости от подмодели (у некоторых есть один или другой, оба или ни один). Камера остается на уровне 3.0 Mpix.
Родственная модель, выпущенная в октябре 2013 года, — Galaxy Fame Lite Duos (S6792, где L — известная подмодель для конкретного региона), которая отличается поддержкой двух SIM-карт.